# Kralevo, Haskovo
Kralevo (în bulgară Кралево) este un sat în comuna Stambolovo, regiunea Haskovo,  Bulgaria. 

## Demografie
Componența etnică a satului Kralevo
     Romi (11,41%)
     Turci (63,58%)
     Bulgari (21,19%)
     Nicio identificare (3,8%)
La recensământul din 2011, populația satului Kralevo era de 184 locuitori. Din punct de vedere etnic, majoritatea locuitorilor (63,58%) erau turci, existând și minorități de bulgari (21,19%) și romi (11,41%). Pentru 3,8% din locuitori nu este cunoscută apartenența etnică.